# 미시 엘리엇의 힙합 아이돌
《미시 엘리엇의 힙합 아이돌》은 2006년 미국 UPN에서 방송된 힙합 스타 서바이벌 프로그램이다. 지역오디션을 통해 13명을 뽑고 매주 도전 과제를 통해 1차 심사위원들이 2명의 탈락자를 가려내고 마지막으로 미시 엘리엇이 최종 1명을 탈락시킨다. 후보 13명은 창고의 폐품들을 이용해 자신만의 무대를 만들거나 컨트리 뮤직과 힙합이 접목된 공연, 랩배틀 등을 통해 재능과 순발력을 시험받는다. 또 거리 공연을 통해 자유롭고 독창적인 무대를 펼쳐야 한다. 우승자 제시카는 미시 엘리엇의 소속 음반사인 골드마인드와 음반 계약을 맺고 싱글 음반을 발매하며 10만 달러의 상금도 거머쥐게 되었다.